# Goetzea
Genre
Classification APG III (2009)
Goetzea est un genre de plantes de la famille des Goetzeaceae selon la classification de Cronquist, ou de la famille des Solanaceae selon la classification APG III. 

## Liste d'espèces
Selon NCBI (2 mars 2012) :
- Goetzea ekmanii
- Goetzea elegans

Selon ITIS (2 mars 2012) :
- Goetzea elegans Wydler